# Эфиопия на летних Олимпийских играх 1996
На летних Олимпийских играх 1996 года сборная команда Эфиопии завоевала 2 золотых и 1 бронзовую медали.

## Золото
| Золото |                     |                                         |
| #      | Спортсмен (-ы)      | Вид спорта (дисциплина)                 |
| 1      | Хайле Гебреселассие | Лёгкая атлетика, мужчины. Бег, 10000 м. |
| 2      | Фатума Роба         | Лёгкая атлетика, женщины. Марафон.      |

## Серебро
| Серебро |                |                         |
| #       | Спортсмен (-ы) | Вид спорта (дисциплина) |
| 1       |                |                         |

## Бронза
| Бронза |                |                                          |
| #      | Спортсмен (-ы) | Вид спорта (дисциплина)                  |
| 1      | Гете Вами      | Легкая атлетика, женщины. Бег, 10 000 м. |

## Состав и результаты олимпийской сборной Эфиопии

### Бокс
| Соревнование | Спортсмены                   | 1-й раунд                       | 2-й раунд            | Четвертьфинал        | Полуфинал            | Финал                | Место |
| Соревнование | Спортсмены                   | Соперник Результат              | Соперник Результат   | Соперник Результат   | Соперник Результат   | Соперник Результат   | Место |
| ------------ | ---------------------------- | ------------------------------- | -------------------- | -------------------- | -------------------- | -------------------- | ----- |
| до 51 кг     | Тебебу Бехонегн              | Дэниел Рейес (COL) пор. 2-16    | Завершил выступление | Завершил выступление | Завершил выступление | Завершил выступление |       |
| до 71 кг     |                              |                                 |                      |                      |                      |                      |       |
| Яред Волде   | Курт Синетт (TRI) поб. 11-10 | Карим Туляганов (UZB) пор. 9-13 | Завершил выступление | Завершил выступление | Завершил выступление |                      |       |